# (555678) 2014 CO23
(555678) 2014 CO23 est un cubewano d'un diamètre est estimé à 370 km, ce qui le qualifie comme un candidat au statut de planète naine.